# Принцесса Бландина
«Принцесса Бландина» (нем. Prinzessin Blandina) — романтическая пьеса-сказка немецкого писателя Эрнста Теодора Амадея Гофмана, впервые опубликованная в 1815 году.

## Публикация и восприятие
«Принцесса Бландина» была написана в 1814 году в Лейпциге и впервые опубликована в 1815 году в составе «Музыкально-поэтического клуба Крейслера». В последующих изданиях её не включали в состав «Крейслерианы». Это единственная пьеса Гофмана, если не считать его ранние драматургические опыты «Приз» и «Паломница». Сам писатель считал «Принцессу Бландину» наименее удачным из всех своих произведений; исследователи отмечают на основе её текста, что у Гофмана всё же был талант комедиографа. В пьесе заметно влияние Людвига Тика и Карло Гоцци.